# Havranec
Havranec és un poble i municipi d'Eslovàquia. Es troba a la regió de Prešov, al nord del país.

## Història
La primera referència escrita de la vila data del 1618.

## Demografia
| Godina             | 1994 | 2004    | 2014 | 2024    |
| ------------------ | ---- | ------- | ---- | ------- |
| Nombre de persones | 13   | 10      | 13   | 15      |
| Diferència         |      | −23,07% | +30% | +15,38% |

| Godina             | 2023 | 2024   |
| ------------------ | ---- | ------ |
| Nombre de persones | 14   | 15     |
| Diferència         |      | +7,14% |